# Иссык-Кульский государственный университет имени Касыма Тыныстанова
Иссык-Кульский государственный университет имени Касыма Тыныстанова (ИГУ) — крупнейшее высшее учебное заведение Кыргызстана на побережье Иссык-Куля. Расположен в городе Каракол Иссык-Кульской области. Основан в 1940 году.

## История
История университета началась с 13 июня 1940 года, когда в Пржевальске был открыт двухгодичный учительский институт. Он был 4-м по счёту высшим учебным заведением республики после педагогического, медицинского и сельскохозяйственного институтов. В первые годы после открытия в Пржевальском учительском институте работали 3. Бектенов, Б. Жамгырчинов, Б. Элебаев, С. Ильясов, А. Искаков, Ж. Юсупов, Д. Турсунов и другие.
Во время Великой Отечественной войны в Пржевальск переводится Фрунзенский педагогический институт, эвакуируется Ленинградский кораблестроительный институт. Вместе с этими вузами и сами по себе прибыли многие известные учёные не только Киргизии, но и из Москвы, Харькова, Новороссийска — И. П. Смирнов, Н. Нейман, С. Арабаев, Б. Кулдашев, А. И. Любищев, Н. М. Бескин, В. Н. Сорока-Росинский и другие. В сентябре 1944 года институту присваивается имя Г. Димитрова.
В 1953 году на базе учительского института был открыт Пржевальский педагогический институт. Приём студентов в первый год его работы составил 345 студентов (на три факультета).
В 1988 году Пржевальский педагогический институт становится филиалом Киргизского государственного университета. В его состав в это время входят факультеты: физико-математический, русского языка и литературы, художественно-графический, естественно-географический, педагогики и методики начальной школы и заочное отделение. В филиале КГУ начинают формироваться факультеты и отделения по подготовке кадров непедагогических специальностей.
В декабре 1992 года Каракольский филиал КГУ становится самостоятельным университетом, ему присваивается имя основоположника филологической науки в республике, просветителя и общественного деятеля Касыма Тыныстанова. Иссык-Кульский государственный университет им. К. Тыныстанова является крупнейшим высшим учебным заведением Прииссыккулья.

## Структура
В состав университета входят: 7 факультетов, 28 кафедр, 9 центров и 1 колледж.
Факультеты:
- физико-технический
- русской филологии и иностранных языков
- кыргызской филологии, педагогики и журналистики
- истории и регионоведения
- математики и информационных технологий
- естественных наук и экологии
- экономики и туризма

## Библиотека
Научная библиотека ИГУ состоит из 450 354 книг. По видам изданий: учебных — 282927, научных — 86095, учебно-методических — 10869, художественных — 55327, авторефератов — 200, прочие виды изданий — 14965; 36 названий газет и 58 — журналов.
С августа 2004 года библиотека вступила в Международную Ассоциацию пользователей и разработчиков электронных библиотек и новых информационных технологий (ИРБИС), в Ассоциацию «Библиотечно-информационный консорциум» Кыргызстана.